# Grand Prix Júnior de Patinação Artística no Gelo na Taipé Chinesa
O Grand Prix Júnior de Patinação Artística no Gelo na Taipé Chinesa (muitas vezes intitulado: Chinese Taipei Cup) é uma competição internacional de patinação artística no gelo de nível júnior. A competição é organizada pela União Internacional de Patinação (ISU), e disputado no outono, em alguns anos, como parte do Grand Prix Júnior de Patinação Artística no Gelo.

## Edições
| Ano  | Edição | Cidade sede | Júnior | Júnior | Júnior | Júnior | Ref   |
| Ano  | Edição | Cidade sede | M      | F      | P      | D      | Ref   |
| ---- | ------ | ----------- | ------ | ------ | ------ | ------ | ----- |
| 2006 | 1.ª    | Taipé       | •      | •      | •      | •      | [ 1 ] |

## Lista de medalhistas

### Individual masculino
| Evento                | Ouro                          | Prata                   | Bronze                |
| Taipé 2006 (detalhes) | Brandon Mroz · Estados Unidos | Kevin Reynolds · Canadá | Takahito Mura · Japão |

### Individual feminino
| Evento                | Ouro                            | Prata               | Bronze                       |
| Taipé 2006 (detalhes) | Caroline Zhang · Estados Unidos | Nana Takeda · Japão | Kim Na-young · Coreia do Sul |

### Duplas
| Evento                | Ouro                                                 | Prata                                  | Bronze                                           |
| Taipé 2006 (detalhes) | Keauna McLaughlin · Rockne Brubaker · Estados Unidos | Vera Bazarova · Yuri Larionov · Rússia | Jessica Rose Paetsch · Jon Nuss · Estados Unidos |

### Dança no gelo
| Evento                | Ouro                                          | Prata                                  | Bronze                                |
| Taipé 2006 (detalhes) | Emily Samuelson · Evan Bates · Estados Unidos | Alisa Agafonova · Dmitri Dun · Ucrânia | Kaitlyn Weaver · Andrew Poje · Canadá |